# دكتور فاغنر جونيور
دكتور فاغنر جونيور (بالإسبانية: Dr. Wagner Jr.)‏ هو مصارع محترف مكسيكي، ولد في 12 أغسطس 1965 في توريون في المكسيك.

## وصلات خارجية
- دكتور فاغنر جونيور على موقع CageMatch worker (الإنجليزية)
- دكتور فاغنر جونيور على موقع قاعدة بيانات المصارعة على الإنترنت (الإنجليزية)
- دكتور فاغنر جونيور على موقع عالم المصارعة على الإنترنت (الإنجليزية)
- دكتور فاغنر جونيور على موقع عالم المصارعة على الإنترنت (الإنجليزية)

- دكتور فاغنر جونيور على موقع IMDb (الإنجليزية)